# Фьяно-Романо
Фьяно-Романо (итал. Fiano Romano) — коммуна в Италии, располагается в регионе Лацио, подчиняется административному центру Рим.
Население составляет 8313 человека, плотность населения составляет 203 чел./км². Занимает площадь 41 км². Почтовый индекс — 065. Телефонный код — 0765.
Покровителем коммуны почитается святой первомученик Стефан. Праздник ежегодно празднуется 3 августа.

## Демография
Динамика населения: